# Kodō Nomura
Pour les articles homonymes, voir Nomura.
Kodō Nomura (野村 胡堂, Nomura Kodō), 15 octobre 1882 - 14 avril 1963, est le nom de plume de Nomura Osakazu (野村長一), romancier et critique musical japonais de l'ère Shōwa. Il utilise également le nom de plume Araebisu pour ses critiques musicales. Il est surtout connu pour la création du détective de fiction Zenigata Heiji.

## Jeunesse
Nomura naît dans le district rural de Shiwa de la préfecture d'Iwate au nord du Japon, fils cadet d'un fermier. Jeune il aime beaucoup lire et une de ses œuvres favorite est le classique chinois Au bord de l'eau. Il est envoyé en pensionnat à Morioka où il fait la rencontre de Kyōsuke Kindaichi, futur linguiste réputé et ami de Namura pour la vie. Dans la même école mais un an derrière lui se trouve celui qui deviendra le poète Takuboku Ishikawa. Il fréquente l'université impériale de Tokyo mais la quitte pour travailler comme journaliste au Hochi Shimbun, un quotidien sportif de Tokyo. Il continue à travailler en tant que journaliste pour le journal jusqu'à ce que celui-ci fusionne avec le Yomiuri Shimbun en 1942.

## Carrière littéraire
Tandis qu'il travaille comme journaliste, Nomura commence à écrire de la fiction populaire, notamment des romans historiques qui paraissent sous forme de feuilleton dans la revue littéraire Bungei Shunju. Son œuvre la plus célèbre est une série de romans policiers historiques dont l'action se situe à l'époque d'Edo et intitulée Zenigata Heiji torimono hikae (« Le Cas du détective Zenigata Heiji », 1931–1958). Le premier épisode paraît dans Bungei Shunju en 1931 et se poursuit sur 383 épisodes pendant les 26 années qui suivent, avec un hiatus durant la Seconde Guerre mondiale. Les principaux personnages sont inspirés par la célèbre paire de détectives Sherlock Holmes et Dr Watson d'Arthur Conan Doyle. La popularité de l'histoire conduit à une adaptation au cinéma l'année même de la publication du roman. Entre 1931 et 1967, trente films sont réalisés ainsi qu'une extrêmement longue et populaire série télévisée (1966–84). Ce récit lui vaut d'être lauréat du prix Kan-Kikuchi en 1958.
Nomura est l'auteur d'autre romans dont une autre série policière, Ikeda Daisuke torimono hikae (« Le cas d'Ikeda Daisuke »), mais aucune n'est aussi populaire que Zenigata Heiji.
Nomura meurt d'une pneumonie aigüe en 1963. Sa fortune personnelle (plus de cent millions de yens) a été investie dans un fonds de bourses d'études pour écrivains aspirants. Il avait précédemment (en 1956) fait don de toute sa bibliothèque à sa ville natale de Shiwa dans la préfecture d'Iwate où se trouve à présent un musée mémorial érigé en son honneur.
La fille de Nomura était la romancière Matsuda Keiko (1916–1940).

## Source de la traduction
- (en) Cet article est partiellement ou en totalité issu de l’article de Wikipédia en anglais intitulé « Kodō Nomura » (voir la liste des auteurs).